# .50 Action Express
Die .50 Action Express ist eine Patrone mit dem Kaliber 12,7 mm (0,5 Zoll). Sie wurde für die Verwendung in Faustfeuerwaffen entwickelt, die bekannteste Waffe in .50 Action Express ist die Selbstladepistole Desert Eagle.

## Bezeichnung
Im deutschen Nationalen Waffenregister (NWR) wird die Patrone unter Katalognummer 221 unter folgenden Bezeichnungen geführt (gebräuchliche Bezeichnungen in Fettdruck)
- .50 AE (Hauptbezeichnung)
- .50 A.E. 2. Type
- .50 A.Express
- .50 Magnum
- .50 Action Express

## Geschichte
Die Patrone wurde im Jahre 1988 von Evan Whildren von der Firma Action Arms für die Desert Eagle entwickelt. Der Verkauf begann im Jahre 1991. Die .50 Action Express wurde für die Jagd und für das Scheibenschießen entwickelt.

## Technik
Der Boden der Patrone ist mit dem der .44 Magnum identisch. Das ermöglicht es, die Patrone nur durch Austausch des Laufes aus einer für .44 Magnum eingerichteten Desert Eagle zu verschießen. Der Durchmesser der Patronenhülse beträgt 13,9 mm (0,547 Zoll). Diese Munition wird vorwiegend in Kurzwaffen, aber auch in einigen Langwaffen verwendet.

## Leistungsbetrachtung
Verschossen aus einer Desert Eagle mit 152-mm-Lauf liegt die Mündungsgeschwindigkeit der knapp 20 g (300 Grains) schweren Geschosse bei 400 m/s bei einer Mündungsenergie von etwa 1700 Joule. Werden die Patronen wiedergeladen, lassen sich diese Werte durch eine stärkere Treibladung noch übertreffen. Die .50 Action Express ist somit die stärkste Patrone für Selbstladepistolen auf dem Markt. Ihre ballistischen Leistungen werden bei Faustfeuerwaffen nur von einigen Revolverpatronen wie der .454 Casull oder der .500 S&W übertroffen.

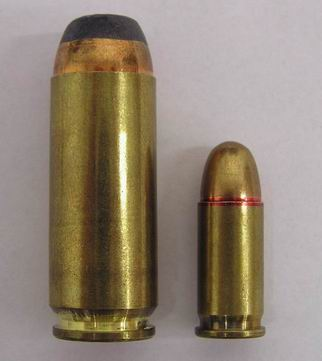
Die .50 Action Express (l.) im Vergleich zu einer Patrone im Kaliber 7,65 mm Browning
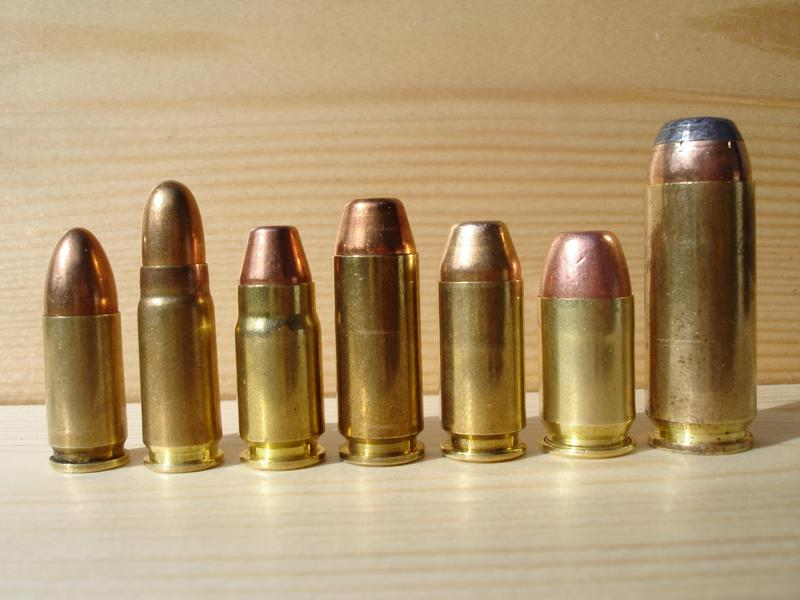
Patronen (von links): 9 × 19 mm; 7,62 × 25 mm TT; .357 SIG; 10 mm Auto; .40 S&W; .45 GAP; .50 Action Express